# Slender Rising 2
Slender Rising 2 es un videojuego en primera persona de tipo videojuego de terror para iOS desarrollado por Michael Hegemann y sucesor de Slender Rising. Se publicó el 16 de enero de 2014 y se ejecuta en todos los dispositivos Apple iOS desde el iPhone 3GS en adelante.

## Jugabilidad
Slender Rising 2 está diseñado como un juego de un jugador. Al igual que con el juego anterior, Slender Rising, el objetivo es moverse por el lugar cerrado y buscar elementos particulares, mientras se evita la misteriosa entidad hostil conocida como Slender Man.
Al igual que con el predecesor, Slender Rising, el jugador debe recolectar siete letreros dispersos aleatoriamente sobre la ubicación del mapa elegida, pero ahora se puede optar por jugar en un modo en el que busquen en el mapa siete signos espirituales. entidades conocidas como las Almas Perdidas, y tomar fotografías de ellas cuando estén cerca. Las almas tienden a correr en múltiples direcciones, pero a veces, cuando se encuentran, se mueven más rápido por cada alma que encuentres. Si alguna vez te atacan [lo que se hace mucho] se asustan o te advierten que te des la vuelta porque Slender Man está cerca. Los efectos de sonido de susurro señalan si hay señales/almas perdidas cerca, así como la brújula si el usuario elige usarla. También se ve una mira de cámara cuando se juega en el modo Lost Souls.
Al jugar el modo Signs of the End, el juego puede encontrar una escopeta de doble cañón con un disparo en algún lugar del mapa, la escopeta no matará permanentemente al Slender Man, pero lo hará desaparecer durante bastante tiempo cuando se le dispara, el jugador disparará automáticamente al Slender Man si está demasiado cerca de ellos (de lo que en circunstancias normales no se puede escapar. Sin embargo, un peligro para equipar la escopeta es que cuando el Slender Man no está cerca, el jugador apuntará el arma a su cabeza al azar, si no se liberan deslizando la pantalla de la misma manera que cuando Slender Man los mira hacia abajo, el jugador se disparará a sí mismo,
lo que lleva a un juego alternativo en la pantalla.
El nuevo juego también presenta cuatro nuevas ubicaciones / mapas: el Pueblo fantasma; la Mansión Oscura, una casa encantada; el  Castillo congelado; y el Grim District, una rústica ciudad abandonada. Hay varias opciones disponibles para el ambiente visual, incluido el día, la noche (en la que el usuario puede elegir de una lista de opciones de iluminación), visión nocturna y otras exclusivas del mapa elegido (incluido el modo de tormenta para Ghost Town y una cámara antigua para Mansión oscura).

## Recepción
James Paterson de TouchArcade digo que era "el mejor juego para móviles de Slender Man hasta ahora".